# Зверхівці
Зве́рхівці — село в Україні, у Сатанівській селищній територіальній громаді Хмельницького району Хмельницької області. Населення становить 339 осіб.
На північ від села розташована ботанічна пам'ятка природи місцевого значення Урочище «Качанове».

## Символіка

### Герб
Щит перетятий золотою балкою, зубчатою вгорі. У першій синій частині золота голова оленя з срібними рогами, супроводжувана вгорі справа золотим сонцем з шістнадцятьма променями. У другій червоній частині золотий римський шолом. Щит вписаний у декоративний картуш і увінчаний золотою сільською короною. Унизу картуша напис «ЗВЕРХІВЦІ».

### Прапор
Квадратне полотнище розділене горизонтальною жовтою смугою, зубчастою угорі, у співвідношенні 5:2:5. На верхній синій смузі жовта голова оленя з білими рогами, обернена до древка, у верхньому древковому куті жовте сонце з шістнадцятьма променями. На нижній червоній смузі жовтий римський шолом.

### Пояснення символіки
Олень – символ відваги і швидкості, крім того, це частина герба Сатанова. Сонце – символ Поділля. Римський шолом і золота балка – символ Траянового валу, що був побудований римськими легіонерами в цих місцях.

## Населення

### Мова
Розподіл населення за рідною мовою за даними :
| Мова       | Кількість | Відсоток |
| ---------- | --------- | -------- |
| українська | 334       | 98.53%   |
| російська  | 4         | 1.18%    |
| білоруська | 1         | 0.29%    |
| Усього     | 339       | 100%     |

## Відомі люди
У селі народився Олександр Іларіонович Бандура (21 травня 1918 — 24 лютого 2005) — український видавець, перекладач.

## Галерея

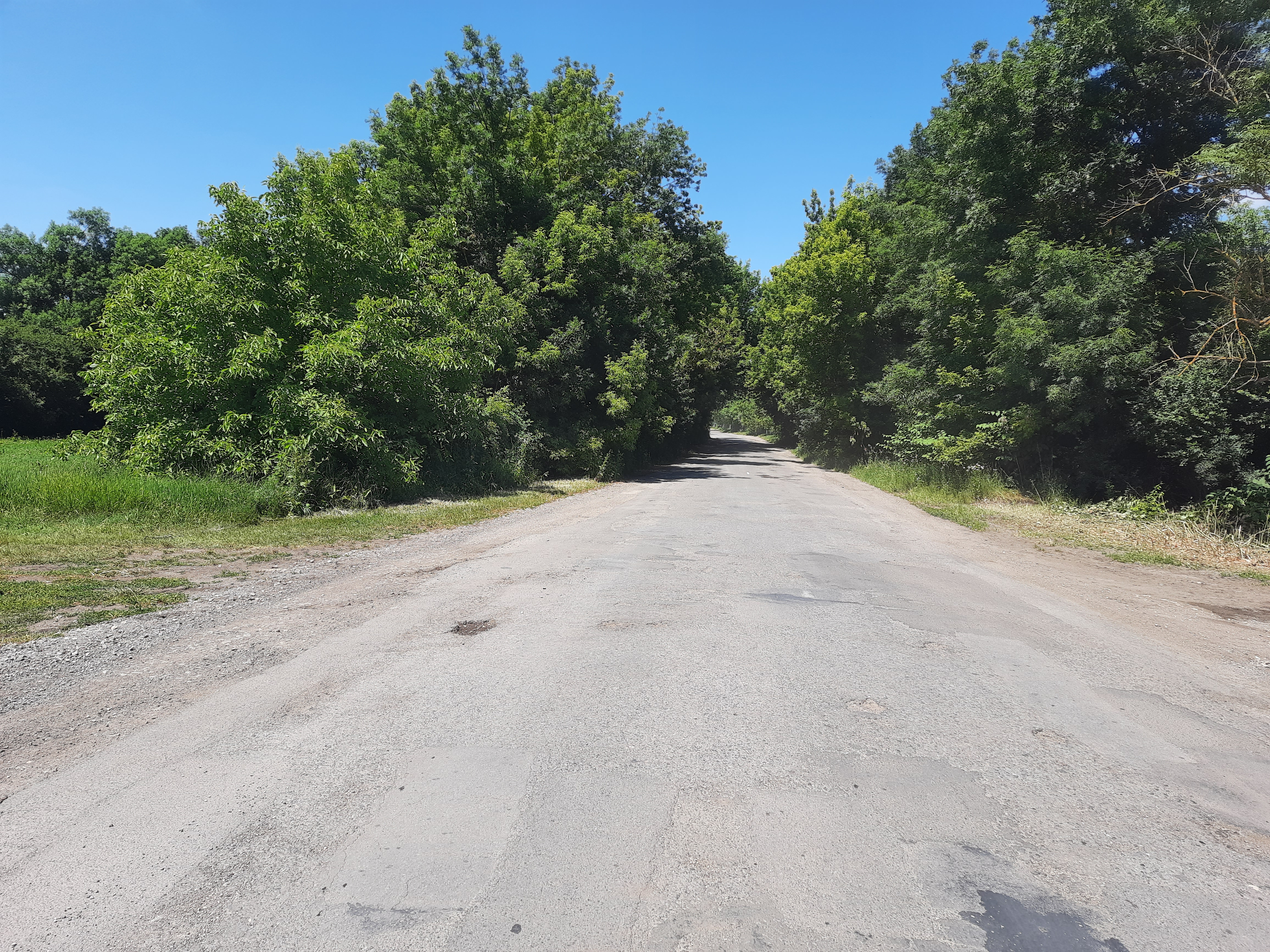
Дорога в село
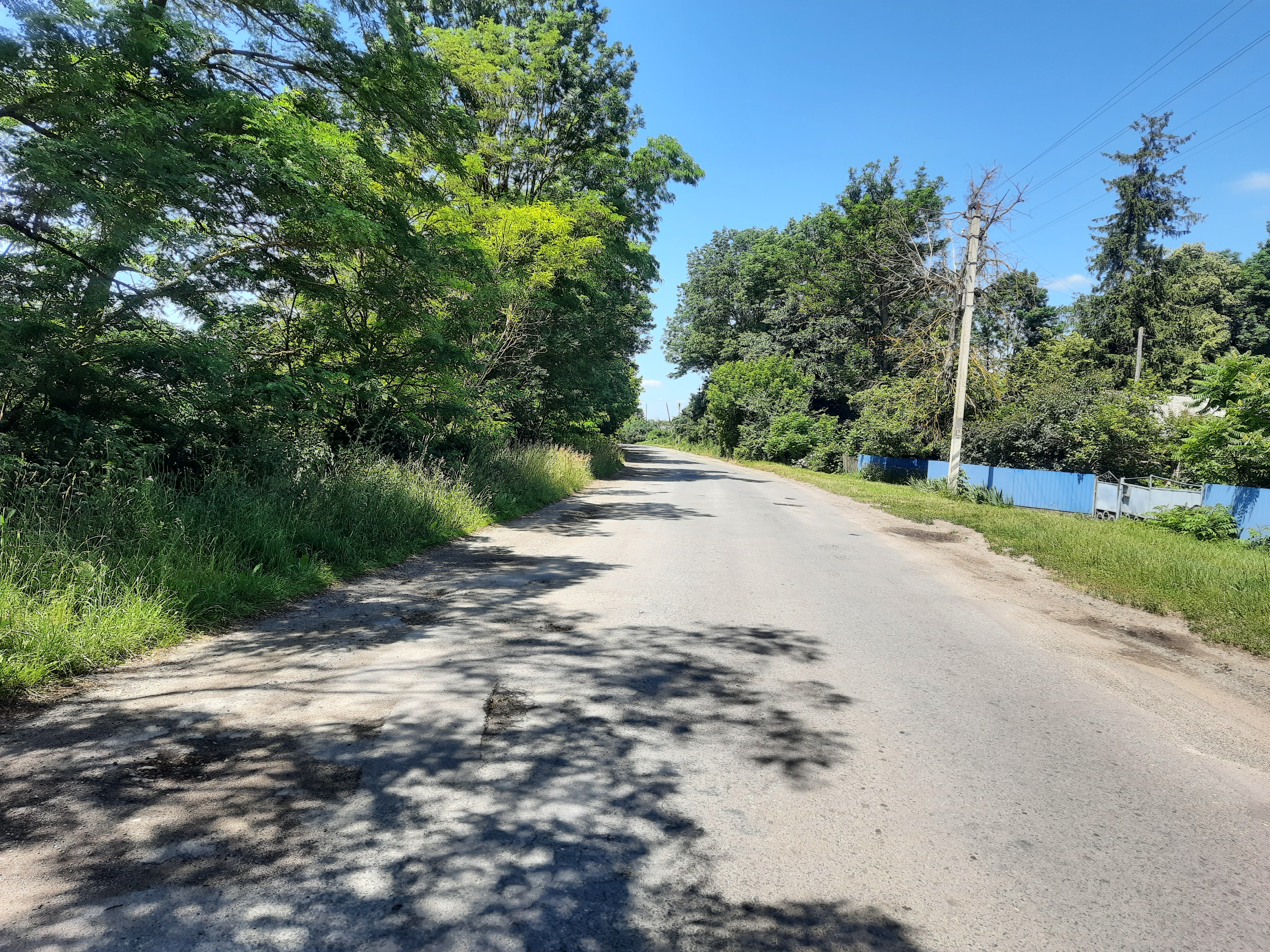
Сільська вулиця
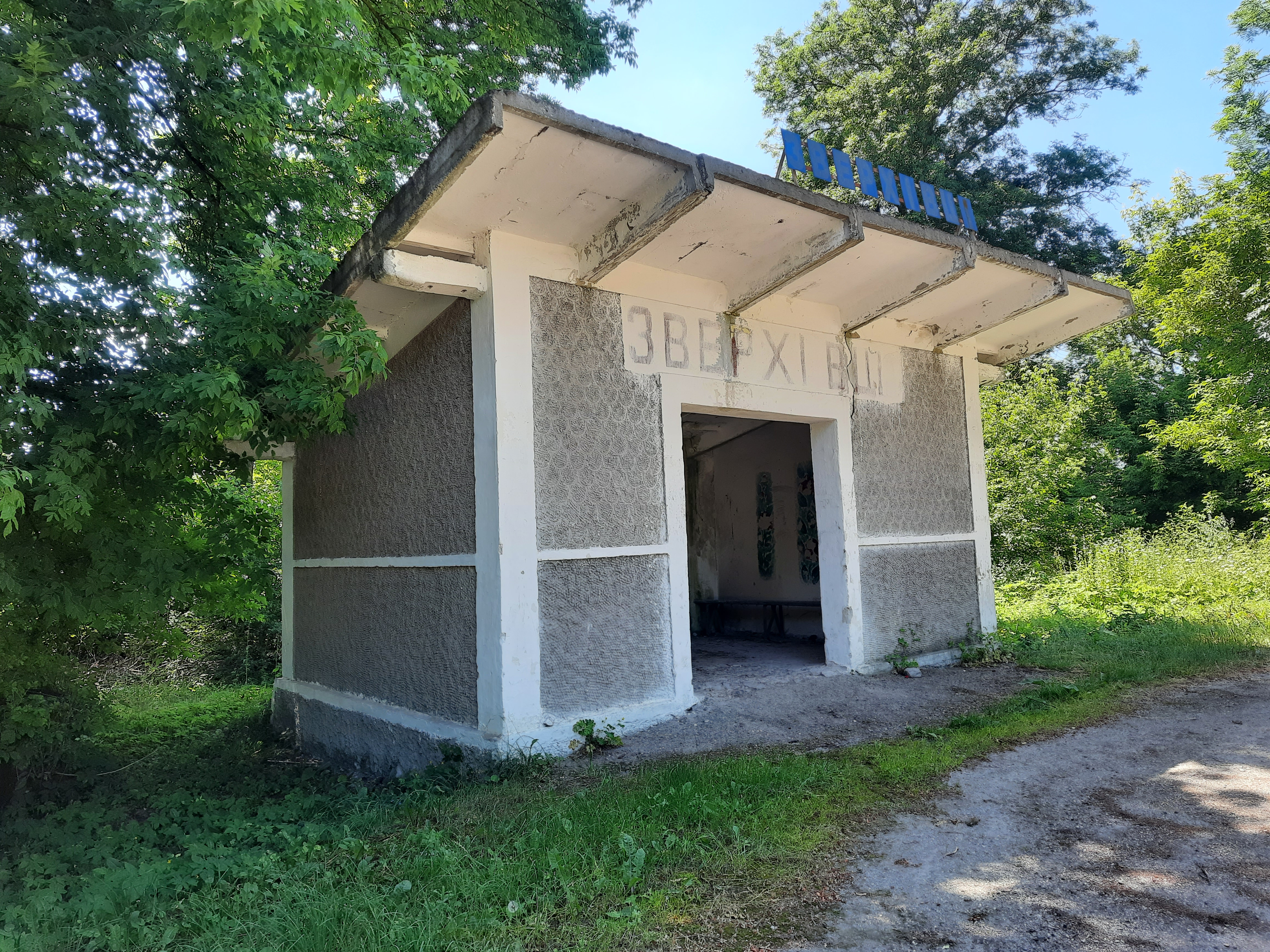
Автобусна зупинка